# دير سيريدوس
كان دير سيريدوس مجتمعًا رهبانيًا ازدهر خلال القرن السادس وأوائل القرن السابع في فلسطين. أسسه سيريدوس الغزاوي والذي سُمي الدير باسمه فيما بعد، وكان يؤوي في النصف الأول من القرن السادس النساك المشهورين برصنوفيوس ويوحنا النبي الذين استقطبوا العديد من الزوار.

## التاريخ
تأسس الدير حوالي عام 520 جنوب نهر بيسور وعلى مقربة من ثباتا، غير بعيد عن دير القديس هيلاريون والذي ربما كان الدير الأول في المنطقة. على غرار العديد من الأديرة الأخرى حول غزة، يتكون من الرهبنة السينوبية محاط بـ خلايا ناسك.
واشتهر الدير بوجود ناسكين خاصين: برصنوفيوس الغزاوي ويوحنا النبي. لقد قادوا المجتمع الرهباني من خلال رئيس الدير سيريدوس الذي كان بمثابة المرافق الشخصي وأمانوينسيس لبارسانوفيوس. انتقل يوحنا النبي إلى الدير على الأرجح بين عامي 525 و527 بدعوة من بارسانوفيوس الذي ترك قلايته وانتقل إلى قلايته الجديدة التي بناها سيريدوس. معًا، كانا يُعرفون باسم "كبار السن" ويعيشون في عزلة تامة عن الآخرين، ويتواصلون مع العالم الخارجي فقط عبر الرسل، وفي المقام الأول سيريدوس.
تحت رئاسة سيريدوس، وسع الدير على قطعة أرض مجاورة اشتراها المجتمع بأموال المجتمع والتي رفض مالكها في البداية ولكن يمكن إقناعه بإقناع سيريدوس ومهاراته الدبلوماسية. على هذه الأرض توجد كنيسة جديدة زينودوتشيوم وورش عمل ومدرسة وبني مستوصف أو مستشفى، مما جذب العديد من الزوار على الرغم من أن السبب الرئيسي لمجيء الناس هو تلقي التوجيه الروحي من "الرجال القدامى". وكان من بينهم دوروثاوس الغزاوي الذي عاش في الدير حوالي تسع سنوات. عيين مسؤولاً عن فندق الدير وبورتر ولكن طُلب منه حينها، إذ أحضر مكتبته التي تضم بعض الكتب في الطب، أن ينشئ ويدير مستشفى الجماعة. وقد ساعده في هذه المهمة دوسيثيوس وساعده لاحقًا أيضًا. بالإضافة إلى ذلك، خدم دوروثيوس كحامل رسائل إلى يوحنا النبي لمدة ثماني سنوات تقريبًا بعد مرض الراهب الذي قام بالمهمة سابقًا.
في عام 543 تغير الوضع في الدير بشكل كبير عندما توفي رئيس الدير سيريدوس، وتبعه بعد فترة وجيزة يوحنا النبي وبارسانوفيو.انسحب بالكامل ولم يكتب أي رسائل أخرى.

## علم الآثار
يُقترح أن بقايا عملات معدنية كبيرة عُثر عليها في دير النصيرات يمكن ربطها بدير سيريدوس نظرًا لموقعه. كان لهذا الدير فناء محاط بالقاعات وغرف عديدة بما في ذلك الحمام ودار العجزة. كانت هناك أيضًا كنيسة ذات رصيف فسيفساء متعدد الألوان وسرداب. هذا الدير يشبه دير الشهيد في معاليه أدوميم.